# John Douglas
John Douglas (Sandiway, Cheshire, Engleska, 11. travnja 1830. – Walmoor Hill, Dee Banks, Chester, Engleska, 23. svibnja 1911.) bio je engleski arhitekt koji je izgradio oko 500 zgrada u Cheshireu, sjeverni Wales i sjeverozapadnoj Engleskoj, osobito Eaton Hall (Cheshire). 

## Karijera
Obučavan je bio u Lancasteru i kroz svoju karijeru vježbao je u svom uredu u Chesteru, Cheshire. U početku je vježbao sam, ali od 1884. pa do dvije godine prije svoje smrti, radio je u suradnji s dvoje svojih asistenata. Izgradio je mnoge građevine kao što su Oakmere Hall, Grosvenor Park, Vale Royal Abbey, brojne crkve itd. Douglasov zadnji projekt bio je toranj kao dodatak crkvi Svetog Pavla u Colwyn Bayu,ali on je umro prije nego što je dovršena.